# Серебротитан
Серебро̀тита́н — бинарное неорганическое соединение, интерметаллид серебра и титана с формулой AgTi, кристаллы.

## Получение
- Сплавление стехиометрических количеств чистых веществ:

{\displaystyle {\mathsf {Ag+Ti\ {\xrightarrow {1020^{o}C}}\ AgTi}}}

## Физические свойства
Серебротитан образует кристаллы ромбической сингонии, пространственная группа I 4/mmm, параметры ячейки a = 0,290 нм, c = 0,814 нм, Z = 2, структура типа титанмеди в гамма-фазе γ-CuTi.
Соединение образуется по перитектической реакции при температуре 1020 °C и имеет область гомогенности 48÷50 ат.% серебра.